# Provinsen Schlesien
Schlesien var en preussisk provins, som existerade från 1815 till 1919 och från 1938 till 1941. Provinsen omfattade större delen av det historiska landskapet Schlesien och dess huvudstad var Breslau (idag Wrocław).

## Historia
Till den preussiska provinsen Schlesien hörde förutom nyssnämnda områden den av kungariket Sachsen 1815 avträdda delen av markgrevskapet Oberlausitz och några böhmiska enklaver. De delar av Schlesien, som Österrike behöll, bildade enligt 1849 års författning ett österrikiskt kronland under titeln hertigdömet Schlesien.
Efter första världskriget delades Schlesien mellan Tyskland, Tjeckoslovakien och Polen. De delar av provinsen Schlesien som förblev tyska delades upp i provinserna Niederschlesien och Oberschlesien.
Efter andra världskriget tilldelades större delen av Schlesien Polen. Från 1945 fördrevs stora delar av den tyska befolkningen från hela området.

## Befolkning
Befolkningens antal (1910) uppgick till 5 225 962, varav 72,2 procent tyskar och 23,7 procent polacker samt 42,1 procent protestanter och 56,7 procent katoliker (mest i Övre Schlesien och Glatz), 19 080 andra kristna och 0,86 procent judar.

## Geografi
Schlesien var till största delen lågland. Öster om Oder höjde landet sig likaledes mot söder och genomkorsades av mindre betydande bergssträckor.
För orter som tidigare tillhörde provinsen Schlesien se Orter i Schlesien.

## Näringsliv
Jordbruket och ladugårdsskötseln var av stor betydelse. 1907 var av hela arealen 55,6 procent åker och trädgårdar, 8,8 procent äng, 1,4 procent betesmarker och impediment samt 28,9 procent skogbevuxen mark. Fruktbar jord fanns i synnerhet i Oders dalgång, på bergssluttningarna mellan Liegnitz och Ratibor samt i grevskapet Glatz. Minst fruktbara var de egentliga bergstrakterna samt den nordligaste delen av provinsen och en större del av landskapet öster om Oder. Vete, råg, korn och havre odlades i stor mängd, därjämte även bokvete, rotfrukter, hampa, tobak och handelsväxter samt i vissa distrikt frukt och vin; sockerbetor odlades på stora områden mellan Breslau och Schweidnitz. På barrskog finnes i synnerhet västerut riklig tillgång.
Schlesien var rikt på stora godskomplex tillhörande adeln; sju godsherrar i Oberschlesien ägde tillsammans 2 700 km2.
Trots den stora industrin täckte Schlesiens jordbruksalster landets behov. Kreatursstocken omfattade 1912 bland annat 340 540
hästar, 1,6 miljoner nötkreatur, l,2 miljoner svin och 204 000 får.
Landets mineraltillgångar var särdeles stora; järn-, zink- och blymalm finnas rikligt även kopparmalm, svavelkis och brunkol. De schlesiska stenkolslagren var de största på Europas fastland, och stenkolen tävlade med de bästa engelska (brytning 1910: 40 miljoner ton).
Schlesiens industri var av stor omfattning. Cement, krukmakargods, porslin, glas m.m. tillverkades; vidare finnas järngjuterier, maskinfabriker, kemiska fabriker samt fabriker för tillverkning av bleckvaror och husgeråd av alla slag. De stora järnverken var mest belägna i stenkolsområdet; de förarbetade även svensk malm. 1910 var sockerfabrikerna 49, brännerierna 875 och bryggerierna 472.
Textilindustrin var av den största betydelse; spinnerier, linne- och yllemanufakturer fanns i mängd, även pappersfabriker. Handeln är livlig samt befordras av ett järnvägsnät om 4 690 km längd (1912) och av naturliga vattenvägar

## Administrativa förhållanden
I administrativt hänseende var landet delat i tre regeringsområden: Breslau,
Liegnitz och Oppeln med respektive 25, 21 och 25 kretsar,
varav 10 stadskretsar. Till tyska riksdagen sände Schelsien 35 ledamöter. I Preussens andra kammare var det representerat av 65 ombud. Provinsen hade en oberlandesgericht i Breslau, under vilken sorterade 14 landgerichte och 130 amtsgerichte och 7 handelskamrar. Den evangeliska landskyrkans angelägenheter förvaltadedes av ett konsistorium i Breslau och en generalsuperintendent. Katolikerna lyda under den eximerade furstbiskopen i Breslau, några kretsar under furstärkebiskoparna i Prag och Olmütz. Provinsialregeringens säte var Breslau.
Militäriskt hörde regeringsområdet Breslau och Oppeln till 6:e armékåren, Liegnitz till 5:e. Av bildningsanstalter fanns bland annat: teknisk högskola och universitet i förening med lantbruksinstitut samt akademi för konst och konstindustri och rabbinseminarium, alla i Breslau, 76 gymnasier av olika slag för gossar och 54 för flickor, vidare 2 lantbruksskolor, 10 evangeliska och 15 katolska lärarseminarier samt 1 evangeliskt och 2 katolska lärarinneseminarier m.m.